# Abdullah Palaz
Abdullah Palaz (* 1923; † 1991 in Ankara) war ein türkischer Gewalttäter. Er wurde auch „das Monster von Antep“ (Antep Canavarı) oder „Onkel Abdullah“ (Abdullah Dayı) genannt.

## Leben
Bereits im Alter von 12 Jahren tötete Abdullah Palaz zwei gedungene Mörder seines Onkels mit einer Axt. Insgesamt soll er 43 Personen getötet haben, fast ausschließlich Gefängnisinsassen. Palaz verbrachte 48 Jahre seines Lebens in 38 Gefängnissen. In einer Aufstellung der Tageszeitung Sabah über die bekanntesten Kabadayı (etwa: Rüpel) wird Palaz mit der Aussage zitiert, er sei viermal zum Tode und zu 740 Jahren Haft verurteilt worden.
In der Haftanstalt von Bursa freundete Palaz sich mit dem Dichter Nazım Hikmet an und durfte unter dem Versprechen, keine Gewaltverbrechen zu verüben, mit Hikmet in derselben Großraumzelle sitzen. Die außergewöhnliche Freundschaft zu Nazım Hikmet begann damit, dass Palaz nach seiner Verlegung nach Bursa zur Strafe in die Kanalisation eingesperrt wurde und Nazım Hikmet ihn mit sauberem Wasser versorgte. In der Zeit, die beide gemeinsam in dem Verlies verbrachten, verübte Palaz keine Gewalttaten.
Palaz verstarb in einem Krankenhaus in Ankara kaum zwei Monate nach seiner Haftentlassung.